# سلسله اتالیه
سلسله اتالیه (‎/ˈætəlɪd/‎; یونانی: Δυναστεία των Ατταλιδών Dynasteía ton Attalidón) یا پادشاهی پرگامون حکومتی در عصر هلنیستی بود که پس از مرگ لوسیماخوس سردار اسکندر مقدونی بر شهر پرگامون در آسیای صغیر حکومت می‌کرد.
مؤسس سلسله‌ی اتالیه فیلتایروس بود که  یکی از افسران دیادوخوی لوسیماخوس بود. وی از فروپاشی امپراتوری لوسیماخوس بهره‌برده و در ۲۸۲ پیش از میلاد، شهر پرگامون را تصاحب کرد. با این‌حال، این آتالوس اول (نوه وی) بود که برای اولین بار پس از شکست دادن گالاتی‌ها (Galatians) خود را در 230ق.م پادشاه نامید. آخرین حکمران این سلسله آتالوس سوم بود که در 133ق.م قلمرو خود را برای جمهوری روم به ارث گذاشت امّا مدتی پس از مرگ وی، ایومنس سوم (Eumenes III) ــ با نام اصلی‌ «آریستونیکوس» ــ خود را فرزند ایومنس دوم (پدر آتالوس سوم) خوانده و به پادشاهی پرگامون رسید. به‌رغم تلاش‌هایش برای جلب رضایت توده‌ها با اصلاحات بسیار مترقی‌اش (از جمله الغای برده‌داری)، وی در نهایت از ارتش روم شکست خورد تا پادشاهی پرگامون منحل شده و با عنوان آسیا به جمهوری روم منضم شود.
تصویری که سلسله اتالیدی از خود نشان می‌دهد، پیروزی بر گالاتی‌ها است که به عنوان دفاع از فرهنگ یونانی نگریسته شد، و از این منظر نقشی مشابه نقش آتن در جنگ‌های ایران و یونان در سدۀ پنجم پیش از میلاد ایفا نمود. پیوند میان خاندان اتالیه و فرهنگ يوناني زماني تقويت شد كه آنان ادعا كردند از نیای تلفوس هستند.